# Geneseo, Illinois
Geneseo là một thành phố thuộc quận Henry, tiểu bang Illinois, Hoa Kỳ. Năm 2010, dân số của thành phố này là 6586 người.

## Dân số
Dân số qua các năm:
- Năm 2000: 6480 người.
- Năm 2010: 6586 người.